# Espacio marino de los Islotes de Portios-Isla Conejera-Isla de Mouro
Espacio marino de los Islotes de Portios-Isla Conejera-Isla de Mouro este o arie protejată (arie de protecție specială avifaunistică — SPA) din Spania întinsă pe o suprafață de 1.513,42 ha, integral marine.

## Localizare
Centrul sitului Espacio marino de los Islotes de Portios-Isla Conejera-Isla de Mouro este situat la coordonatele 43°28′39″N 3°55′39″W / 43.4774°N 3.9274°V.

## Înființare
Situl Espacio marino de los Islotes de Portios-Isla Conejera-Isla de Mouro a fost declarat arie de protecție specială avifaunistică în iulie 2014 pentru a proteja 7 specii de animale.

## Biodiversitate
Situată în ecoregiunile atlantică și marină Atlantică, aria protejată nu include niciun habitat protejat.
La baza desemnării sitului se află mai multe specii protejate de  păsări (7): Hydrobates pelagicus, pescăruș negricios (Larus fuscus), Larus michahellis, pescăruș râzător (Larus ridibundus), Phalacrocorax aristotelis aristotelis, Puffinus mauretanicus, chiră de mare (Thalasseus sandvicensis).